# BNA: Brand New Animal
BNA: Brand New Animal (яп. BNA ビー・エヌ・エー би: эну э:) — оригинальный японский аниме-сериал, созданный компанией Trigger и режиссером Ё Ёсинари по сценарию Кадзуки Накасима.
Первые шесть серий были доступны на Netflix в Японии 12 марта 2020 года, а 6 мая там же появились и последние шесть. Международный релиз сериала в сервисе должен состояться 30 июня 2020 года. Аниме также транслировалось по телевидению на канале Fuji TV в блоке +Ultra с 8 апреля по 24 июня 2020 года.

## Сюжет
XXI век. Широкой публике наконец стало известно о зверолюдях, чьё существование скрывалось в предыдущие века.
Обычная школьница Митиру неожиданно обращается в антропоморфную енотовидную собаку (тануки). Скрываясь, она прибывает в Анима-Сити, место, где живут зверолюди. Там она встречается с волкочеловеком Сиро Огами, который решает помочь девочке разобраться, почему она превратилась в зверя.

## Основные персонажи
- Митиру Кагэмори (яп. 影森 みちる Кагэмори Митиру) — главная героиня, обычная школьница, однажды неожиданно превратившаяся в зверочеловека-тануки. Она отправляется в Анима-Сити, чтобы найти способ стать прежней. Вскоре она развивает способность превращать части своего тела в тела других животных. Она утверждает, что её форма зверя — енот, а не тануки. В ходе развития сюжета становится первоклассным питчером бейсбольной команды Анима-сити под названием «Медведи».

Сэйю: Сумирэ Морохоси
- Сиро Огами (яп. 大神 士郎 О:гами Сиро:) — зверочеловек-волк, наделённый острым обонянием. Чрезвычайно силён (превосходит льва или носорога), а также практически бессмертен, так как быстро регенерирует. Со временем раскрывается, что ему уже более тысячи лет. Изначально был обычным волкочеловеком, но был убит Реймондом Сильвастой, а затем вернулся к жизни в качестве Гинро — существа, обладающего громадной силой, которую он обычно скрывает.

Сэйю: Ёсимаса Хосоя
- Надзуна Хиватаси (яп. 日渡 なずな Хиватаси Надзуна) — лучшая подруга Митиру, которая однажды тоже стала зверочеловеком, только в её случае — лисой. Её поймали правительственные агенты и отправили в исследовательский центр для изучения. Оттуда Надзуну спас Клифф, увидевший в ней потенциал и обучивший её всему, что она теперь знает. Она стала гуру культа Серебряного Волка под именем Déesse Louve, для чего трансформирует свой внешний вид, чтобы напоминать Гинро — серебряного волка.

Сэйю: Мариа Наганава
- Алан Сильваста (яп. アラン・シルヴァスタ Аран Сирувасута) — богатый, загадочный предприниматель и президент Sylvasta Pharmaceuticalics. Он заинтересовался Митиру и Сиро из-за их уникальных физических возможностей, превосходящих любого зверя, которого он когда-либо видел, и у него большие планы на них. Его предок — Реймонд Сильваста — был генералом, уничтожившим деревню Сиро, когда зверолюди начали впадать в агрессию и бросаться на собственных соплеменников и людей. Алан знает, что Сиро единственный выживший и что он легендарный Гинро.

Сэйю: Кайто Исикава
- Барбарей Роуз (яп. バルバレイ・ロゼ Барубарэи Родзэ) — мэр города Анима-сити, голый землекоп. Она также знает, что Митиру и Надзуна изначально были человеческими девочками, превратившимися в зверей якобы из-за «болезни животных». Вместе с Сиро настаивала на том, что происхождение Митиру и её способности к трансформации должны оставаться в секрете — если публика узнает, что людей можно превратить в чудовище в любой момент, начнётся массовая паника. В настоящее время она ищет лекарство от «болезни» Митиру.

Сэйю: Гара Такасима

## Медиа

### Аниме
На Anime Expo 2019 студия Trigger объявила о работе над новым аниме-сериалом. Режиссёром выступил Ё Ёсинари, сценаристом — Кадзуки Накасима, дизайнером персонажей — Юсукэ Ёсигаки, а композитором — mabanua. Заглавную песню «Ready To» исполнила Сумирэ Морохоси (актриса озвучки Митиру), в то время как музыкант Хонами Фурухара (известная под псевдонимом AAAMYYY) написала электронную музыку для закрывающей композиции «Night Running».
Первые шесть серий были доступны на Netflix в Японии 12 марта 2020 года, а 6 мая там же появились и последние шесть. Международный релиз сериала в сервисе должен состояться 30 июня 2020 года. На телевидении премьера состоялась 8 апреля 2020 года на телеканалах Fuji TV, BS Fuji и других.
Список серий
| № | Название              | Премьера в Японии       |
| --- | --------------------- | ----------------------- |
| 1 | «Runaway Raccoon»     | 8 апреля 2020 (+Ultra)  |
| В мире, населённом людьми и зверолюдьми, зверолюдка-тануки по имени Митиру отправляется в Анима-Сити — город, построенный специально для зверолюдей. С помощью норки-зверолюдки Мэри Итами, спасшей Митиру от охотников на зверолюдей, той удаётся пробраться в город. Прибыв в Анима-сити, Митиру попадает на фестиваль, посвящённый празднованию десятилетия со дня основания города. Пока Митиру отвлечена, наблюдая за фестивалем, у неё тут же крадут кошелёк. Митиру пытается отследить воришку, но в процессе замечает другого подозрительного зверолюда, что-то подкладывающего в стальные конструкции. Вскоре происходит взрыв, и конструкция падает на территорию, где проходит фестиваль. От попадания под обломки Митиру спасает волк по имени Сиро Огами. Он отслеживает диверсантов, и завязывается драка, во время которой становится понятно, что за саботирование фестиваля террористам заплатили люди, ненавидящие зверолюдей. Сиро начинает жестоко избивать диверсантов, и Митиру, не в силах видеть насилие, вмешивается. Она рассказывает Сиро, что раньше была человеком. |                       |                         |
| 2 | «Rabbit Town»         | 15 апреля 2020 (+Ultra) |
| Столкнувшись с неверием Сиро в историю о том, что она раньше была человеком, Митиру по совету Мэри отправляется искать Бабушку Грэм в Рэббит Таун в надежде вернуть свой украденный кошелёк. У Бабушки Грэм, действительно, находится кошелёк, но взамен за него она просит обучить группу детей читать и писать. Митиру соглашается. Вскоре Бабушка решает продать детей, чтобы расплатиться с собственными долгами перед мафией. Митиру в клетке вместе с детьми начинают грузить на корабль. Пытаясь вызволить себя и детей, Митиру открывает в себе способность менять форму тела. Это помогает им освободиться. В этот момент появляется Сиро, и после непродолжительной драки Бабушку Грэм аррестовывают. Митиру злится, что Сиро не вмешался раньше. В доказательство своих слов о том, что раньше была человеком, она показывает фотографию в своём паспорте из только что возвращённого кошелька. Она объявляет, что ненавидит зверолюдей за их жестокость и пренебрежительное отношение к чужим жизням, обещает решить проблемы Анима-Сити, излечить свою звероболезнь и навсегда покинуть город. |                       |                         |
| 3 | «Rhino Melancholy»    | 22 апреля 2020 (+Ultra) |
| Мэр Анима-Сити, Барбара Роуз, навещает Сиро у него дома, где тот временно укрывает Митиру, чтобы попросить того помешать готовящемуся нападению на городской медицинский центр. Митиру предлагает своё участие, рассказав про свою болезнь и полагая, что в медцентре могут помочь с излечением. Несмотря на то, что Митиру и Сиро удаётся помешать мафии проникнуть в центр, взрыв всё равно происходит. При помощи обоняния и методов дедукции Сиро однозначно устанавливает, что виновниками являются два работника медучреждения. Один из них пытается взять Митиру в заложники, но Сиро спасает её. |                       |                         |
| 4 | «Dolphin Daydream»    | 29 апреля 2020 (+Ultra) |
| Митиру встречает Нину — зверолюдку-дельфина и дочь босса-мафиози Гилиано Флипа, — которая публикует свои фото в социальных сетях в своей человеческой форме и проживает неподалёку от Митиру. Обретя в себе способность вновь вернуться в человеческую форму, Митиру вместе с Ниной идёт на человеческую вечеринку в соседний город. Там, на первый взгляд, все радушно принимают Нину даже после того, как та нечаянно раскрывает свою звериную природу. Во время вечеринки, однако, одна из девушек закидывает Нину в аквариум, не осознавая, что та — млекопитающее без жабр и не умеет дышать под водой. Митиру приходится использовать свою способность менять форму, чтобы спасти Нину. Несмотря на происшествие, Нина всё равно радуется той небольшой порции веселья, которую ей удалось испытать на вечеринке. |                       |                         |
| 5 | «Greedy Bears»        | 6 мая 2020 (+Ultra)     |
| Митиру наблюдает за смертельно опасной игрой в бейсбол, во время которой её способности привлекают внимание команды Медведей. Они зовут её в команду, и, в роли подающего, она помогает им одержать победу. Наслаждаясь ощущением победы, Митиру продолжает играть, не зная, что их тренер вовлечён в жульническую схему. Во время финального матча, где за проигрыш команды назначена взятка, происходит инцидент — тренер решает украсть все деньги со ставок, что приводит к недовольству зрителей, чьи деньги оказались украдены. После того, как Сиро предотвращает преступление, Митиру произносит монолог о значимости того, что лежит в основе игры в бейсбол, и Медведи, несмотря на поражение, приходят в душевный подъём, приветствуя честность и справедливость в игре. Тренер Данте, воодушевлённый отвагой и преданностью Митиру игре, вновь обретает любовь к бейсболу. Отказавшись от жульничества, он продолжает тренировать команду уже по-настоящему и приводит её к победе на следующем чемпионате. |                       |                         |
| 6 | «Fox Waltz»           | 13 мая 2020 (+Ultra)    |
| Митиру обнаруживает, что Надзуна Хиватаси, её лучшая подруга, заразившаяся звериной болезнью до неё самой, вступила в культ Серебряного Волка, основанный на мифах о серебряном волке Гинро, священном божестве зверолюдей. Желая помочь Надзуне излечиться, как до этого сделала сама, Митиру назначает ей встречу с мэром Барбарой. Однако Надзуна использует встречу для того, чтоб попросить для культа Серебряного Волка место для поселения. Заявив, что излечению предпочитает жизнь в роли идола культа, она оставляет Митиру в расстроенных чувствах. |                       |                         |
| 7 | «Easy Albatross»      | 20 мая 2020 (+Ultra)    |
| Митиру знакомится со зверолюдом-альбатросом по имени Пингу, чей вид столкнулся с проблемами из-за законов зверолюдей, связанных с запретом на миграцию. Барбара и Сиро в это время встречаются с Аланом Сильвастой, главой «Сильваста Фармацевтикалс». Он рекомендует не предоставлять культу Серебряного Волка убежище. После того, как Пингу и Митиру вместе летают над городом, Сиро начинает подозревать в Пингу террориста. Заметив, как тот приближается к офису мэра, Сиро останавливает его с помощью новобретённых способностей Митиру к полёту. Запланированный террористический акт оказывается блефом, и Пингу позволяют уйти. В это время на Алана совершают покушение, но его спасает Надзуна. |                       |                         |
| 8 | «The Mole Rat Speaks» | 27 мая 2020 (+Ultra)    |
| Спасение Алана приводит к укреплению позиций культа Серебряного Волка, и мэр предоставляет им убежище. В то время, когда Сиро и Митиру посещают тюрьму, чтобы узнать мотивы наёмного убийцы, напавшего на главу медицинского центра, Яба, один из докторов, пойманных Сиро до этого, впадает в исступление после визита к нему одного из жрецов Серебряного Волка по имени Клифф Борис. Во время того, как Сиро и Митиру вдвоём пытаются справиться с обретшим сверхъестественные силы Яба, Сиро для победы приходится раскрыть свою истинную личность как легендарного волка Гинро. Пока Сиро залечивает раны, Барбара рассказывает Митиру, как Сиро Гинро более тысячи лет назад, после того как зверолюди города Нирвасил, по её словам, были уничтожены людьми. |                       |                         |
| 9 | «Human Scapegoat»     | 3 июня 2020 (+Ultra)    |
| Митиру пытается убедить Надзуну в существовании Гинро, но безуспешно. Пока Сиро расследует причину, по которой Яба вошёл в исступление, Митиру становится свидетельницей того, что выглядит как похищение Надзуны. Вломившись в медицинский центр, чтобы спасти её, Митиру обнаруживает, что та в центре всего лишь ради МРТ-снимков. Алан объясняет, что Надзуна стала зверолюдкой в результате переливания крови другого зверолюда, по ошибке взятой вместо крови человека, и что он работает над разработкой лекарства. Также оказывается, что это была его идея — поставить Надзуну на роль идола культа, изменив форму так, чтобы напоминать их божество. |                       |                         |
| 10 | «Rabid Wolf»          | 10 июня 2020 (+Ultra)   |
| Митиру и Сиро сталкиваются с ещё одним зверолюдом, сошедшим с ума. Во время их схватки объявляется группа дронов производства Engel Machines, которая захватывает и уносит исступлённого зверолюда. Взяв их след, ведущий к медицинскому центру, Сиро и Митиру обнаруживают, что те были посланы Аланом. Тот утверждает, что так называемый «Нирвасильский синдром» — последствие стресса, который испытывают зверолюди, когда несколько различных их видов проживают в одном месте. Это, по словам Алана, и стало причиной вымирания родного города Сиро. Алан рассказывает, что собирается предотвратить повторение Анима-Сити трагической судьбы Нирвасила с помощью разработки лекарства, превращающей зверолюда в обычного человека. Сиро впадает в ярость от этой идеи и, отказываясь подчиниться такому плану, выступает против Митиру и полиции. Пока Митиру и Надзуна получают задание от Алана устроить концерт, чтобы на время разработки лекарства развлечь и успокоить зверолюдей, Барбара рассказывает Сиро о своих планах расформировать Анима-Сити, чтобы рассеять зверолюдей и, таким образом, обезопасить их. Однако, когда Барбара приходит к министру Cирамидзу, чтобы обсудить свой план, тот арестовывает её, оказавшись сообщником Алана. |                       |                         |
| 11 | «A Beastly Feast»     | 17 июня 2020 (+Ultra)   |
| С помощью Пингу Барбаре удаётся избежать заточения, и вместе они направляются обратно в Анима-Сити. Мэри информирует Сиро о том, что Надзуна собирается раскрыть зверолюдам свою человеческую природу во время концерта. Ей было сказано, что это должно успокоить жителей Анима-Сити и подготовить к грядущему очеловечиванию. Во время подготовки к началу концерта Сиро рассказывает Митиру, что признание Надзуны на самом деле спровоцирует проявление у зрителей Нирвасильского синдрома. Митиру убеждает Надзуну не делать этого, но Клифф всё равно раскрывает её природу перед толпой. Под действием шока от полученной информации, а также нескольких орудий, подосланных Аланом, у нескольких зверолюдей проявляется синдром. Потрясённый этим, Сиро сам становится жертвой синдрома и атакует Митиру. |                       |                         |
| 12 | «Anima-City»          | 24 июня 2020 (+Ultra)   |
| С помощью ранее обретённых друзей Митиру удаётся пережить атаку Сиро и победить сошедших с ума зверолюдей и Клиффа, а её кровь помогает вернуть Сиро в норму. После того, как Барбара обнаруживает, что с помощью крови Митиру и Надзуны можно разработать сыворотку для лечения Нирвасильского синдрома, Надзуна выходит к гражданам Анима-Сити и пытается успокоить их. В это время Митиру и Сиро отправляются к Алану, который раскрывает им своё чистокровное зверолюдское происхождение. Обнаружив, что вой Сиро останавливает исступление поражённых Нирвасильским синдромом, Митиру вместе с Надзуной и Мэри начинают работу над тем, чтобы запустить вещание его записи на весь город. Этому пытается помешать Алан, и Сиро вступает с ним в схватку. При помощи антител из собственной крови Сиро удаётся остановить Алана, который сам впал в исступление. После этого его вой успокаивает всех поражённых синдромом до разработки сыворотки. Заговор Алана раскрыт публике, но Сиро остаётся разыскиваемым преступником. Митиру решает остаться в той форме, в которой она есть, побуждая Сиро также выбрать ту форму, которая ему больше нравится.                                                                                                   |                       |                         |

### Саундтрек
Саундтрек к сериалу планируется выпустить 24 июня 2020 года.

### Роман
23 апреля 2020 года был выпущен роман-приквел BNA Zero: Massara ni Narenai Kemono-tachi («Животные, которые не могут быть совершенно новыми»), написанный Нэкисэ Исэ.

### Манга
29 мая 2020 года была анонсирована манга-адаптация сериала, иллюстрированием которой займётся Асано.